# Saint-Amans-Soult
 Saint-Amans-Soult là một xã thuộc tỉnh Tarn trong vùng Occitanie ở phía nam nước Pháp. Xã này nằm ở khu vực có độ cao trung bình 269 mét trên mực nước biển. Tên cũ là Saint-Amans-la-Bastide và đã được đổi năm 1851, sau khi Jean-de-Dieu Soult, người sinh ra ở đây năm 1769. Dưới thời hoàng đế Napoleon, ông đã được phong là công tước của Dalmatia, say này là một nhà ngoại giao và nhà chính trị.
Sông Thoré tạo thành ranh giới phía bắc thị trấn.